# A Pobra de Trives
A Pobra de Trives település Spanyolországban, Ourense tartományban. A Pobra de Trives Ribas de Sil, Quiroga, Manzaneda, Chandrexa de Queixa és San Xoán de Río községekkel határos. Lakosainak száma 1968 fő (2024).

## Népesség
A település népessége az elmúlt években az alábbi módon változott:
| Lakosok száma | 2837 | 2721 | 2619 | 2549 | 2388 | 2280 | 2150 | 2067 | 2019 | 1968 |
|               | 2001 | 2004 | 2007 | 2009 | 2012 | 2014 | 2017 | 2019 | 2022 | 2024 |